# Maxime Pauty
Maxime Pauty (født 20. juni 1993) er en fransk fægter.
Han repræsenterede Frankrig ved sommer-OL 2020 i Tokyo, hvor han vandt guld i holdkonkurrencen.
Ved sommer-OL 2024 i Paris vandt han bronze i holdkonkurrencen.